# Геннессі (Оклахома)
Геннессі (англ. Hennessey) — місто (англ. town) в США, в окрузі Кінгфішер штату Оклахома. Населення — 2151 особа (2020).

## Географія
Геннессі розташоване за координатами 36°6′21″ пн. ш. 97°53′55″ зх. д. / 36.10583° пн. ш. 97.89861° зх. д. (36.105811, -97.898615).  За даними Бюро перепису населення США в 2010 році місто мало площу 9,72 км², з яких 9,60 км² — суходіл та 0,12 км² — водойми.

### Клімат
| Клімат : Геннессі     | Клімат : Геннессі | Клімат : Геннессі | Клімат : Геннессі | Клімат : Геннессі | Клімат : Геннессі | Клімат : Геннессі | Клімат : Геннессі | Клімат : Геннессі | Клімат : Геннессі | Клімат : Геннессі | Клімат : Геннессі | Клімат : Геннессі | Клімат : Геннессі |
| Показник              | Січ.              | Лют.              | Бер.              | Квіт.             | Трав.             | Черв.             | Лип.              | Серп.             | Вер.              | Жовт.             | Лист.             | Груд.             | Рік               |
| Середній максимум, °C | 7,9               | 10,9              | 16,8              | 22,6              | 27,2              | 32,2              | 35,5              | 34,6              | 29,7              | 23,7              | 15,4              | 9,3               | 22,2              |
| Середній мінімум, °C  | −4,5              | −1,9              | 2,9               | 8,7               | 13,8              | 18,7              | 21,4              | 20,5              | 16,1              | 9,8               | 3,1               | −2,6              | 8,8               |
| Норма опадів, мм      | 23                | 30                | 61                | 69                | 119               | 107               | 66                | 74                | 104               | 58                | 48                | 25                | 782               |
| --------------------- | ----------------- | ----------------- | ----------------- | ----------------- | ----------------- | ----------------- | ----------------- | ----------------- | ----------------- | ----------------- | ----------------- | ----------------- | ----------------- |
| Джерело: weather.com  |                   |                   |                   |                   |                   |                   |                   |                   |                   |                   |                   |                   |                   |

## Демографія
Згідно з переписом 2010 року, у місті мешкала 2131 особа в 800 домогосподарствах у складі 563 родин. Густота населення становила 219 осіб/км².  Було 905 помешкань (93/км²).
Расовий склад населення:
| - 76,8 % — білих - 1,9 % — корінних американців - 1,4 % — чорних або афроамериканців - 16,8 % — осіб інших рас |

До двох чи більше рас належало 3,1 %. Частка іспаномовних становила 28,1 % від усіх жителів.
За віковим діапазоном населення розподілялося таким чином: 27,8 % — особи молодші 18 років, 56,5 % — особи у віці 18—64 років, 15,7 % — особи у віці 65 років та старші. Медіана віку мешканця становила 34,1 року. На 100 осіб жіночої статі у місті припадало 94,3 чоловіків;  на 100 жінок у віці від 18 років та старших — 88,7 чоловіків також старших 18 років.
Середній дохід на одне домашнє господарство  становив 69 985 доларів США (медіана — 59 194), а середній дохід на одну сім'ю — 74 617 доларів (медіана — 63 102). Медіана доходів становила 43 839 доларів для чоловіків та 29 444 долари для жінок. За межею бідності перебувало 7,9 % осіб, у тому числі 7,5 % дітей у віці до 18 років та 2,4 % осіб у віці 65 років та старших.
Цивільне працевлаштоване населення становило 1205 осіб. Основні галузі зайнятості: сільське господарство, лісництво, риболовля — 32,1 %, освіта, охорона здоров'я та соціальна допомога — 16,1 %, будівництво — 9,9 %, мистецтво, розваги та відпочинок — 8,2 %.